# Basilica di San Simplicio
La basilica di San Simplicio, ad Olbia, è il più importante ed antico monumento religioso della Sardegna nord-orientale e una testimonianza della diffusione del cristianesimo sull'isola. Cattedrale fino al 1839, chiesa parrocchiale dal 1955, è stata insignita del titolo di basilica minore, nel 1993, dal papa Giovanni Paolo II.
È dedicata a san Simplicio, presunto protovescovo della città e martire sotto l'imperatore Diocleziano, oggi patrono della diocesi di Tempio-Ampurias e di Olbia.

## Storia

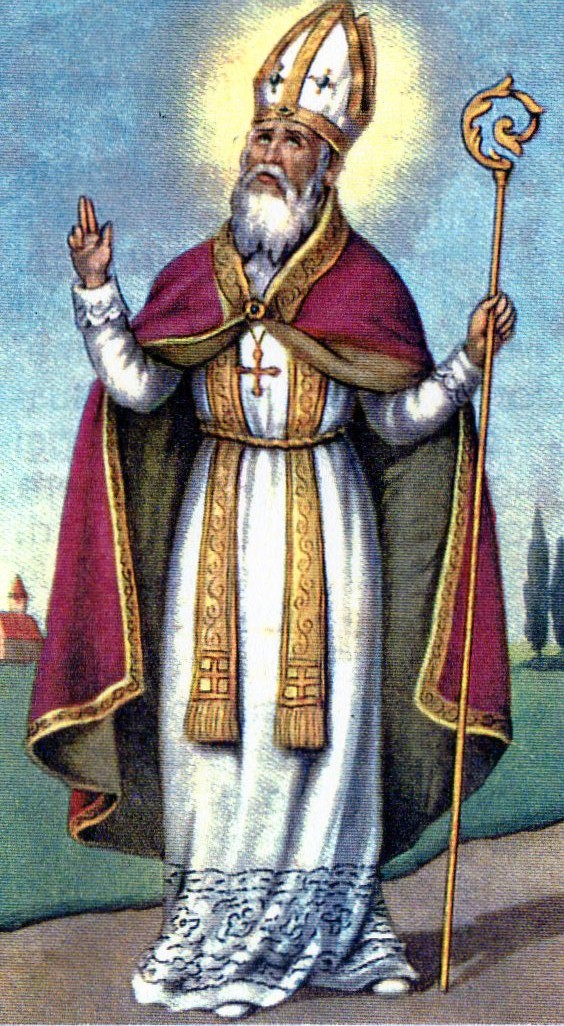
San Simplicio

La chiesa è stata studiata con metodo archeologico ed ha rivelato di 5 fasi costruttive, a discapito delle 3 sino ad ora evidenziate. In origine era costituita da un edificio trinavato, più corto (quattro coppie di archi) e più basso e con la copertura in legno. La seconda fase ha visto la creazione delle volte a botte nelle navatelle, mentre nella terza fase è avvenuta l’elevazione della copertura. La quarta fase corrisponde all’allungamento dell’aula di due coppie di arcate con lo spostamento della facciata all’ultima coppia di pilastri. La quinta fase ha visto la predisposizione di una torre campanaria con l’ulteriore spostamento della facciata nella posizione attuale accorpando la nuova costruzione. Tuttora la Basilica mostra lo stile finale tipico delle ultime maestranze operanti: lo stile romanico lombardo, sorge su una piccola collina, situata un tempo fuori dalle mura e utilizzata dall'epoca repubblicana fino al Medioevo come area cimiteriale. Dubbie le congetture sull'esistenza di un edificio di culto paleocristiano, eretto probabilmente tra il 594 e il 611 dato che la fonte è del 1600 circa. La chiesa è costruita per la maggiore in granito locale, a parte degli interventi di accrescimento realizzati in opera laterizia.
Della chiesa originaria non si conosce, allo stato attuale delle ricerche, la data precisa di fondazione. L'indagine archeologica recente ha evidenziato, subordinatamente alle tecniche murarie e alle unità di misura, una prima fase costruttiva precedente all'XI secolo in cui le maestranze hanno eretto l'abside, parte dei muri perimetrali, quattro colonne interne e quattro pilastri a sorreggere le prime quattro arcate. Le coperture a botte in mattoni delle navatelle laterali sono il risultato di migliorie architettoniche per risolvere questioni di infiltrazioni e stabilità come la sopraelevazione del claristorio alla quota attuale. Alla fine del XI secolo, probabilmente a seguito della Riforma della Chiesa e della legatoria pontificia, è stato effettuato l'allungamento della navata centrale e delle navatelle di due coppie di archi con maestranze e unità di misura diverse dalla fase precedente. L'ultima fase, probabilmente attuata nel XIII secolo vede un ulteriore allungamento e il posizionamento della facciata attuale e in seguito lo sfondamento per l'apertura della trifora.
L'edificazione della chiesa e i suoi committenti sono sconosciuti mentre l'ampliamento si deve forse ai legati pontifici del papa Alessandro II oppure Gregorio VII. Congettura sinora priva di fondamento scientifico è l'ipotesi che accanto alla futura basilica - unico elemento superstite della Civita medievale - sorgesse probabilmente la cancelleria giudicale, mentre, in considerazione dell'architettura e dei riscontri archeologici, è verosimile considerare che annesso vi fosse il palazzo vescovile o ambienti a carattere clericale, secondo un'idea di Insula episcopalis tipicamente bizantina..

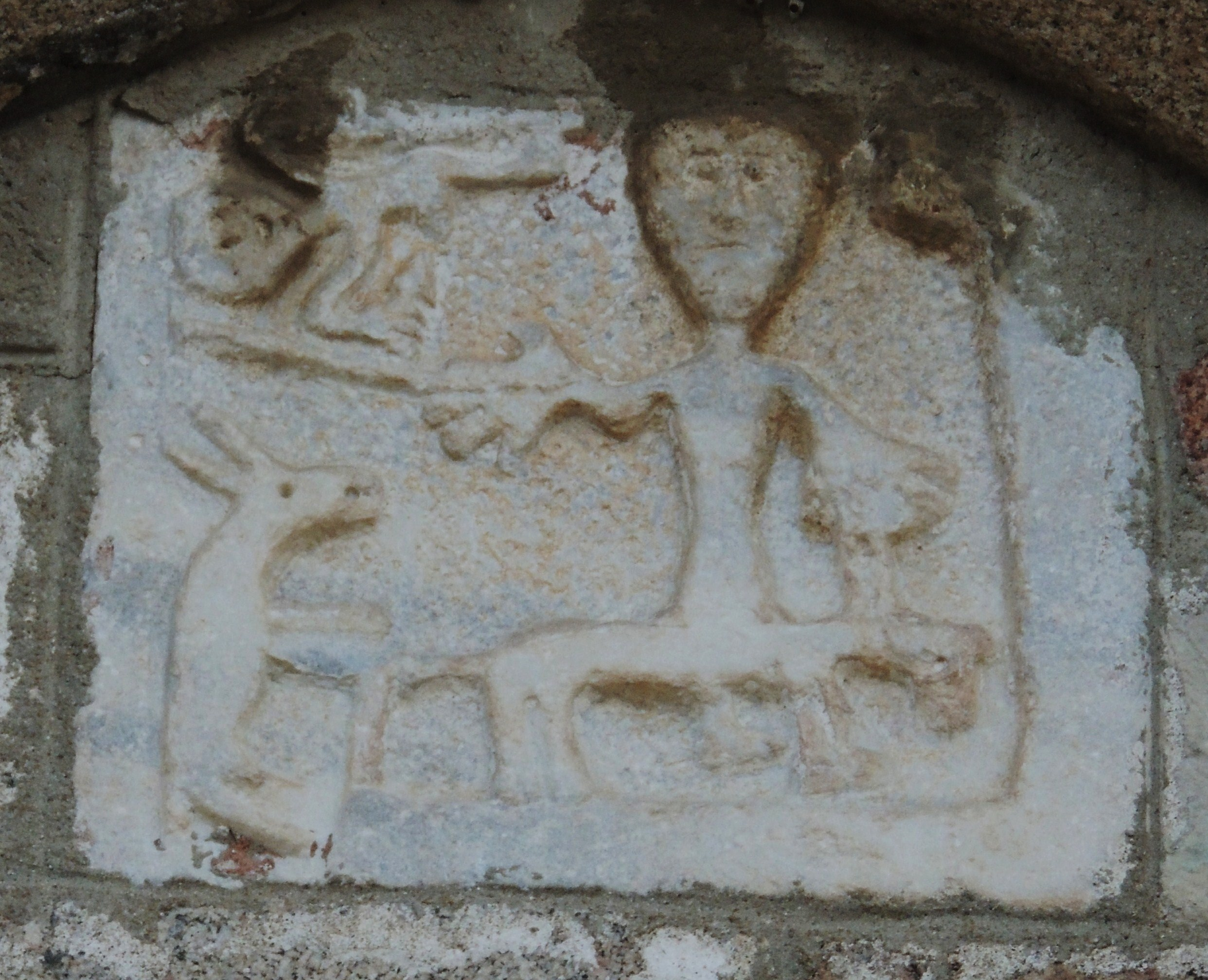
Una formella della facciata

## Descrizione

### Esterno

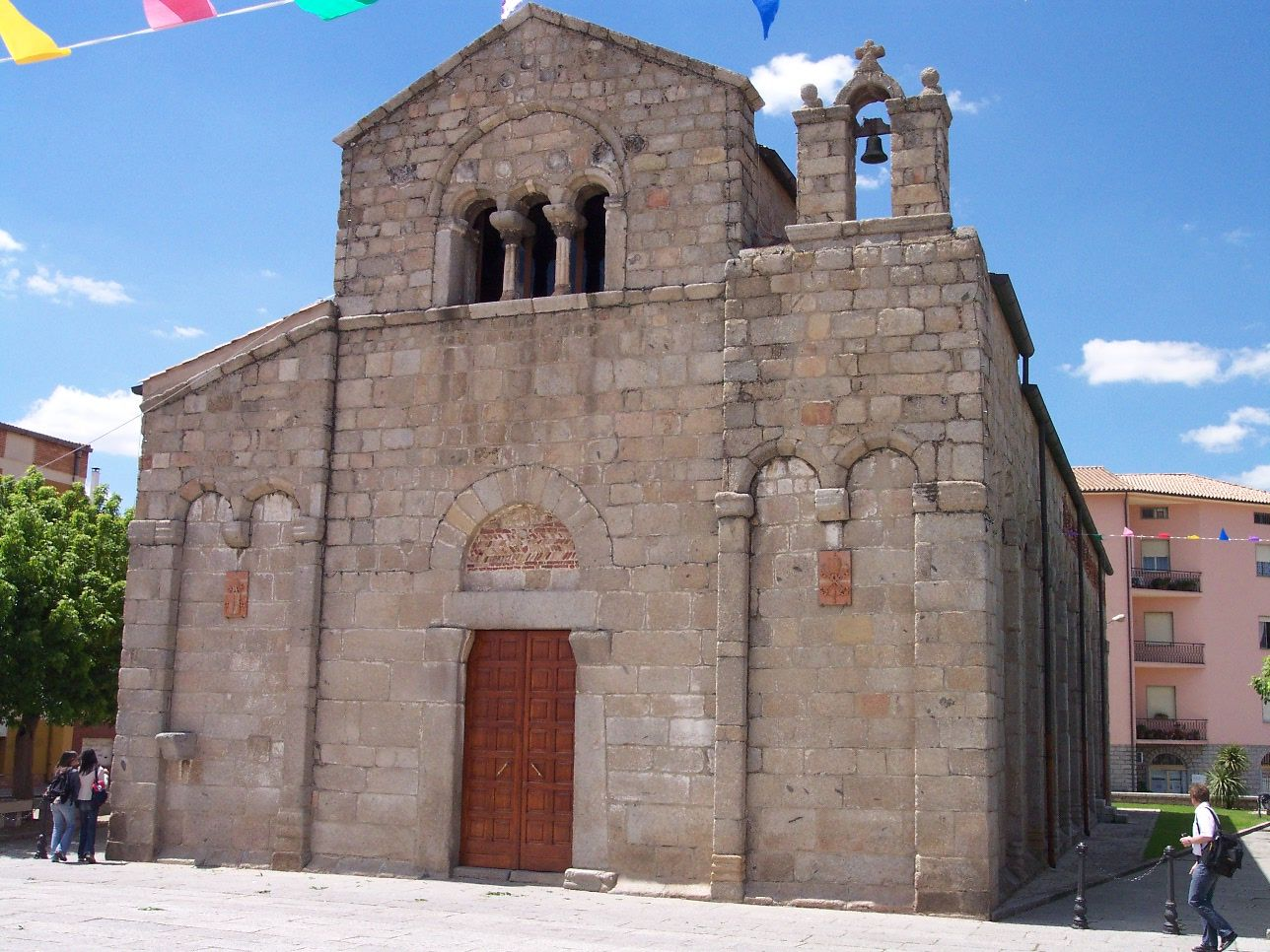
La facciata

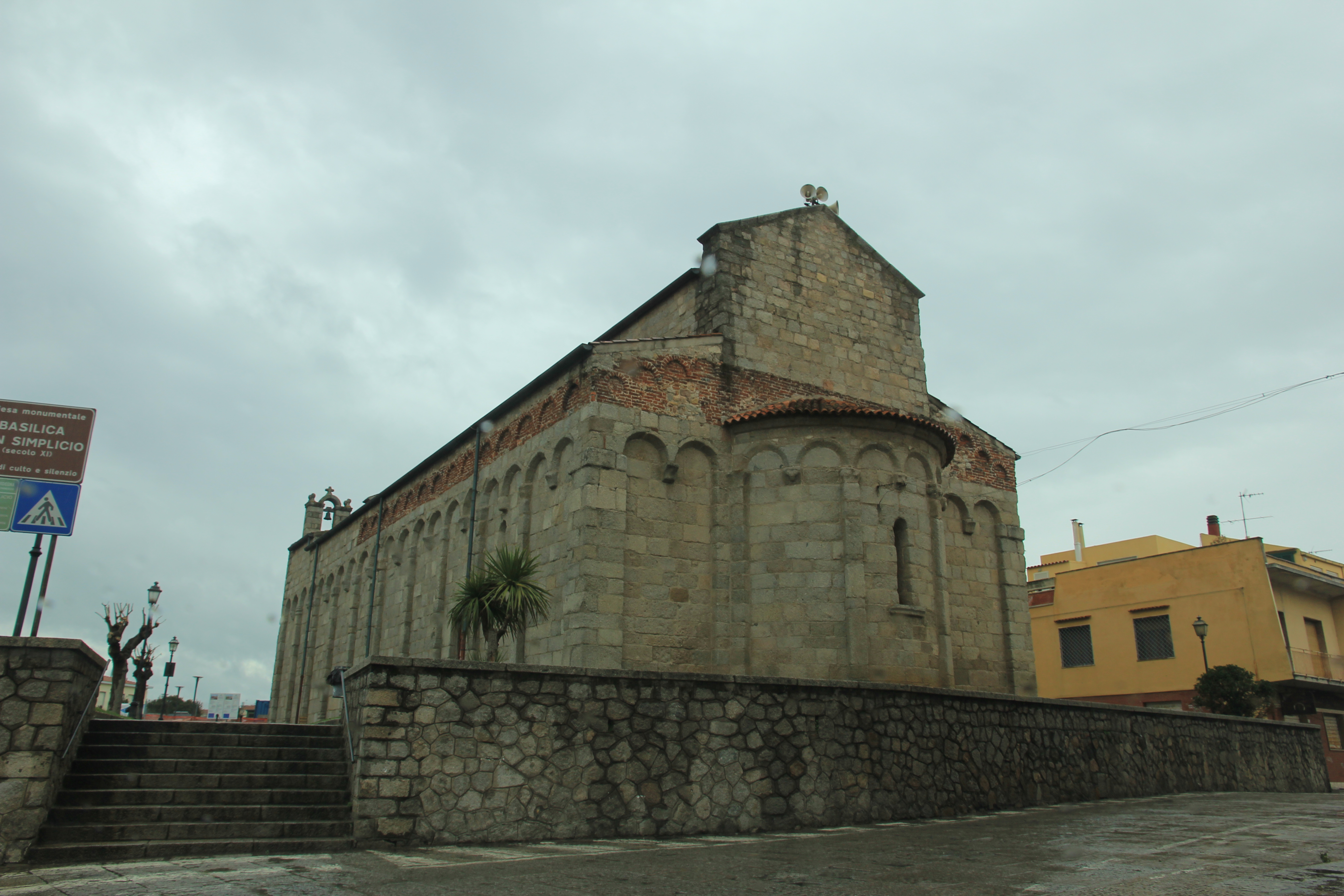
Il retro della basilica

La chiesa presenta una facciata tripartita da due lesene, arricchita da una trifora incassata, con colonnine in marmo; quella di sinistra, quadripartita, ha scolpiti sul fronte una piccola faccia e un serpente sul lato; su quella di destra, divisa in sei colonnine, è scolpito un nodo ofitico. I capitelli sono in pietra lavica nera con ornamenti di figure di rapaci dal piumaggio ben distinguibile e foglie di acanto, sormontati da uno sproporzionato echino decorato con tralci di vite. Successivo alla costruzione dell'attuale facciata è invece il campanile a vela di gusto settecentesco, sulla destra.

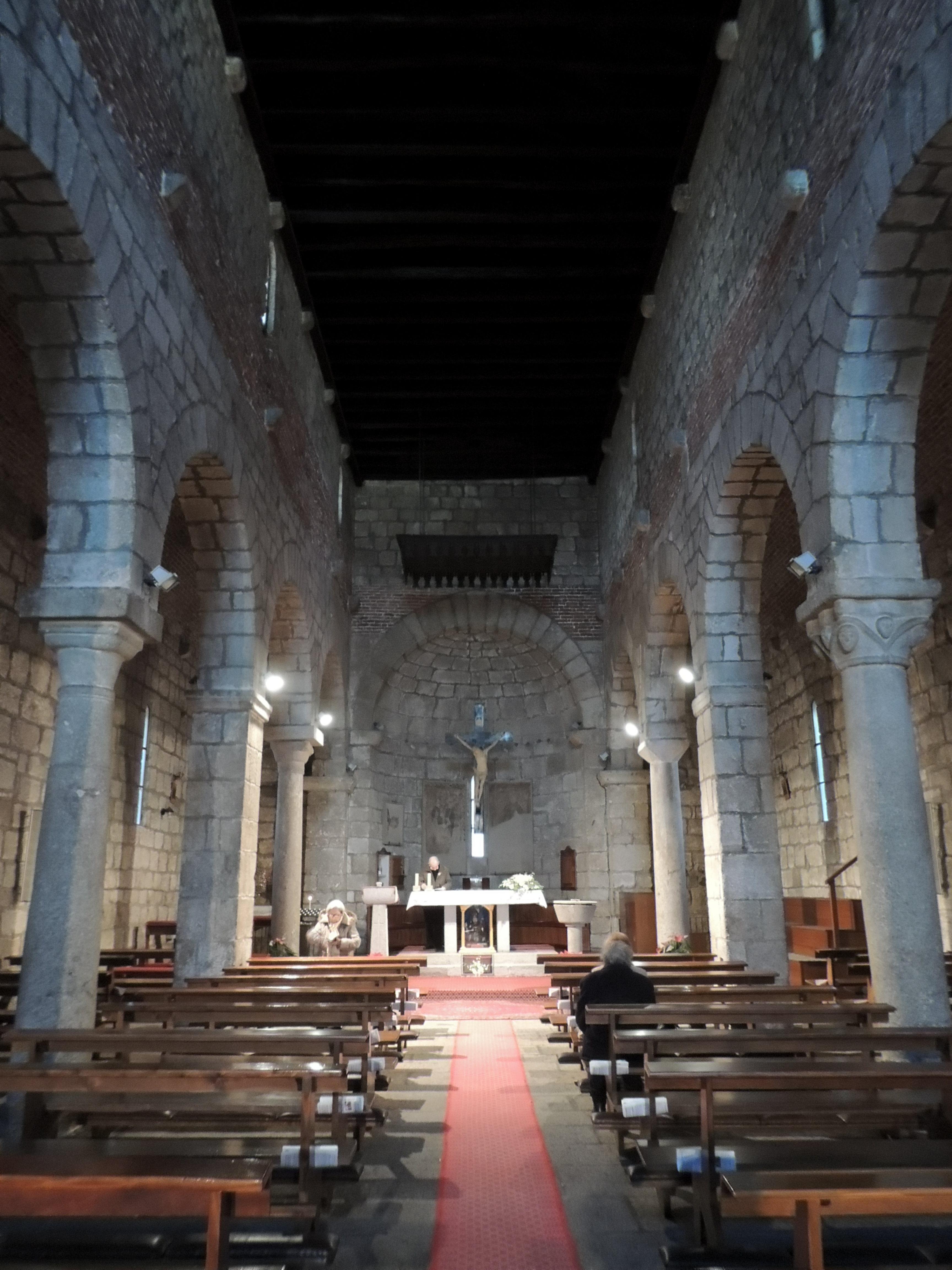
Veduta della navata centrale

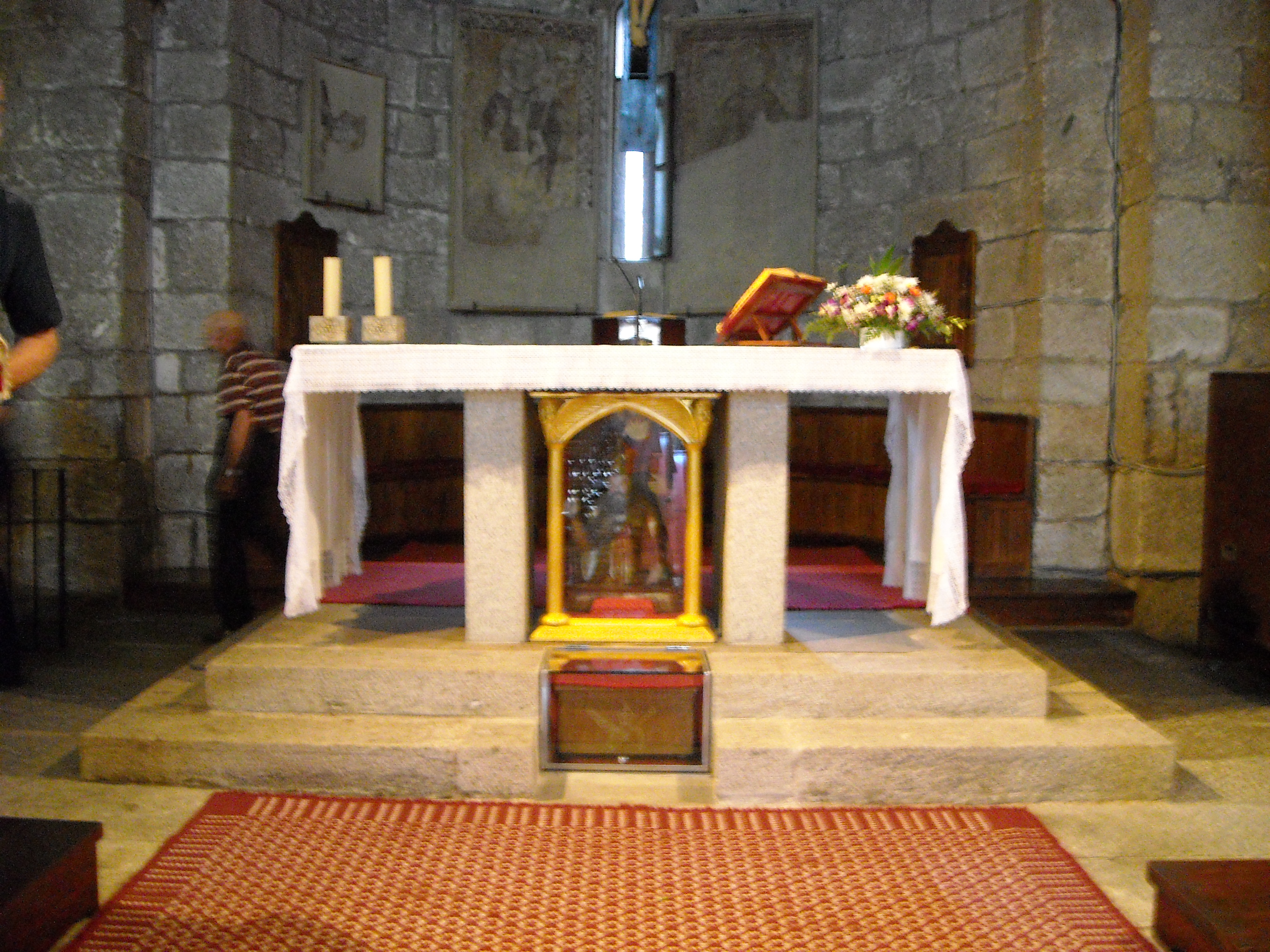
L'altare della basilica, con il reliquiario del santo, e il presbiterio

A sinistra dello specchio centrale, sotto un archetto, è presente una lastra marmorea di recupero, raffigurante un cavaliere che brandisce un'arma lunga a cui si contrappone un angelo armato. Si tratta di un rilievo, forse proveniente da un sarcofago oppure dal ciborio della chiesa originaria, probabilmente scolpito attorno all'inizio dell'VII secolo che trova riscontro in numerose raffigurazioni funerarie paleocristiane e in svariati elementi architettonici dell'Europa occidentale.
L'abside, tripartita da due lesene, è decorata da mensoline scolpite dove poggiano gli archetti, ed è sovrastata da un grosso frontone.
I prospetti laterali, a nord e a sud, presentano una doppia fila di archetti pensili; i primi, sporgenti, in granito, gli altri, in laterizio, risultano incassati.

### Interno
La basilica originaria, costruita secondo i canoni tardo antichi - alto medievali è quasi interamente in granito. L'ampliamento ha sigillato i contesti arcaici con uno stile romanico ben noto nelle provincie lombarde. L'interno a tre navate divise da arcate sostenute da colonne che si alternano a pilastri. Al centro dell'abside si notano due affreschi sbiaditi, nei quali si riconoscono san Simplicio, san Vittore, vescovo della città dopo il 595 e il gruppo di canonico regolari del Capitolo di Civita.
Sotto l'altare è conservato il busto reliquiario in legno policromo raffigurante il santo titolare, ai cui piedi, in una teca, sono conservate le sue reliquie. Queste furono rinvenute nel 1614 durante degli scavi archeologici nella cripta della chiesa; subito dopo il ritrovamento vennero trasferite nella chiesa parrocchiale di san Paolo, interna alla città e quindi protetta dalle mura, fino a quando nel 2001 il vescovo Paolo Atzei ne decise il ritorno nella basilica con solenne processione. Si tratta di una scultura lignea policromata e dorata tardo manierista, databile tra la fine del XVI e l'inizio del XVII secolo.
Attualmente è sede del Museum Civitatense - componente del Sistema Museale Diocesano e sotto la tutela dell'Ufficio Beni Culturali della Diocesi di Tempio - Ampurias